# Venturia crassicaput
Venturia crassicaput är en stekelart som först beskrevs av Morley 1926.  Venturia crassicaput ingår i släktet Venturia och familjen brokparasitsteklar. Inga underarter finns listade i Catalogue of Life.